# پیلاطس و دیگران
پیلاطس و دیگران - فیلمی برای آدینهٔ نیک (آلمانی: Pilatus und andere - Ein Film für Karfreitag) یک فیلم درام به کارگردانی آندری وایدا است که در سال ۱۹۷۲ منتشر شد.
این فیلم بر پایهٔ رمانِ مرشد و مارگاریتا اثرِ میخائیل بولگاکف ساخته شده، و تمرکزش بر بخش‌هایی از رمان است که در اورشلیم توصیف‌شده در انجیل است. در واقع این فیلم روایت‌گر داستان انجیل دربارهٔ پونتیوس پیلاطس و عیسی ناصری است.

## بازیگران
- وویچیخ پشونیاک
- یان کرچمار
- دانیل اولبریخسکی
- آندژی واپیتسکی
- مارک پرپچکو
- یژی زلنیک
- ولادک شیبال
- آندری وایدا